# Стюарт Литтл 2
«Стю́арт Литтл 2» (англ. Stuart Little 2) — американская приключенческая комедия 2002 года режиссёра Роба Минкоффа. Сиквел фильма 1999 года «Стюарт Литтл», был снят по одноименному произведению Элвина Брукса Уайта.

## Сюжет
Стюарт теперь учится в школе, но ему не с кем играть, поскольку у Джорджа появился новый друг — паренёк Уилл. Но очень скоро всё меняется, когда Стюарт знакомится с канарейкой по имени Маргало. Они становятся лучшими друзьями, но у птички есть секрет от друга: злобный Сокол, от которого он её спас, на самом деле её опекун, и в обмен на это она крадёт для него драгоценности. Вскоре ей приходится похитить кольцо мамы Стюарта, поскольку Сокол пригрозил ей, что убьёт Стюарта, если она откажется. Под страхом своей смерти она скоро исчезает. Стюарт и кот Снежок отправляются искать Маргало в Нью-Йорк, поскольку уверены, что Сокол её похитил.
Стюарт взлетает на воздушном шарике на вершину небоскрёба, на котором живёт Сокол, где узнаёт правду. Сокол скидывает его вниз, и все считают Стюарта мёртвым, но он просто приземляется на грузовик с мусором, вскоре оказавшись в море. Там он находит свой сломанный самолёт и чинит его, вскоре вернувшись обратно к небоскрёбу, где он спасает Маргало. Сокол следует за ними и почти убивает Стюарта, но тот с парашютом выпрыгивает из самолёта, и Сокол, подбитый пропеллером, падает вниз в мусорную урну. Маргало возвращает Литтлам кольцо и впервые в жизни улетает на юг.

## В ролях
| Актёр               | Роль                 |
| ------------------- | -------------------- |
| Майкл Джей Фокс     | Стюарт Литтл (голос) |
| Джина Дэвис         | Элеанор Литтл        |
| Хью Лори            | Фредерик Литтл       |
| Джонатан Липницки   | Джордж Литтл         |
| Нейтан Лейн         | кот Снежок (голос)   |
| Мелани Гриффит      | Маргало (голос)      |
| Джеймс Вудс         | Сокол (голос)        |
| Стив Зан            | кот Монти (голос)    |
| Брэд Гарретт        | Роб, водопроводчик   |
| Марк Джон Джефферис | Уилл, друг Джорджа   |
| Амелия Маршалл      | Рита,мама Уилла      |

## Награды и номинации
| Год  | Награда                      | Категория                                              | Номинант                                           | Результат |
| ---- | ---------------------------- | ------------------------------------------------------ | -------------------------------------------------- | --------- |
| 2002 | BAFTA Children’s Award       | Лучший полнометражный фильм                            | Дуглас Уик Люси Фишер Роб Минкофф Брюс Джоэл Рубин | Номинация |
| 2003 | Golden Trailer Award         | Лучший анимационный/семейный фильм                     | Роб Минкофф                                        | Номинация |
| 2003 | Visual Effects Society Award | Лучшая анимация персонажа в полнометражном мультфильме | Тони Бэнкрофт Дэвид Шауб Эрик Армстронг Шон Муллен | Победа    |
| 2003 | Visual Effects Society Award | Лучшие визуальные эффекты в полнометражном фильме      | Эрл Уиггинс Марк Варго Том Хаджтон Анна Форстер    | Номинация |
| 2003 | Young Artist Award           | Лучший полнометражный семейный фильм                   | Роб Минкофф                                        | Номинация |

## Компьютерные игры
В 2002 году Sony Computer Entertainment Europe и Magenta Software была разработана и выпущена видеоигра для PlayStation Stuart Little 2. Сюжет видеоигры практически полностью повторяет сюжет фильма.